# Dinica diana
Dinica diana är en fjärilsart som beskrevs av László Anthony Gozmány. Dinica diana ingår i släktet Dinica och familjen äkta malar. Inga underarter finns listade i Catalogue of Life.